# مكناسة (إسبانيا)
بلدية مكناسة (بالإسبانية: Mequinenza، تلفظ «ميكينينثا») هي بلدية تقع في مقاطعة سرقسطة التابعة لمنطقة أراغون شمال شرق إسبانيا. تقع بجانب نهر سغرة، بالقرب من التقائه نهر إبرة بين سد مكناسة وخزان Riba-Roja.
خزانها، المعروف أيضًا باسم Mar de Aragón، الذي بني بين عامي 1957 و 1964، تبلغ سعته 1،530،000،000 متر مكعب وهو واحد من أكبر الخزانات في البلاد. لديها ميدان سباق القوارب للتجديف وركوب الزوارق التي تعتبر واحدة من الأفضل في أوروبا لإمكانية الوصول الممتازة ومستوى المياه المستقر. تقام احتفالات سان بلاس وسانتا أجويدا في فبراير وتعتبر مهرجانًا لمصلحة السياح في أراغون.

## اسم
سميت على اسم قبيلة مكناسة الأمازيغية.

## المواقع السياحية والتراث

### قلعة مكناسة
يرتفع المبنى تقريبًا إلى حافة الهاوية الكبيرة، نظرًا لكونه كتلة مغلقة بارتفاع جيد، فإن نباته رباعي الأضلاع غير منتظم، مع سبعة أبراج مستطيلة باستثناء واحد، الأكثر قوة، والذي يثير فضول نبات خماسي. يحيط بالباب الصغير برجان نصف دائري، وتحت درع ومحمي بحاجز. قليل من الحصون سيكون لها موقع أفضل من هذا، حيث تتأمل المناظر الطبيعية الشاسعة والمثيرة للإعجاب، الجيولوجية تقريبًا، عند التقاء أنهار إيبرو وسيجري وسينكا والأراضي المحيطة بها. ليس من المستغرب أن Moncada، سادة باروني Mequinenza، اختاروا عش النسور هذا لقصرهم المحصن. المبنى قصر أصلي للقلعة، وهو أحد أفضل ما ورثه الفن القوطي لتاج أراغون، ويعود تاريخه إلى القرنين الرابع عشر والخامس عشر. كانت في بداياتها حصنًا عربيًا بنته قبيلة المكاسا البربرية في القرن الثاني عشر. في نهاية العديد من الفتوحات، تقع في يد رامون بيرينغير الرابع، وتنتقل نهائيًا إلى أيدي المسيحيين.

### متاحف مكناسة
تمركز متاحف مكناسة مجموعتها في الماضي التاريخي والثقافي والصناعي لمكناسة، التي غمرت تحت مياه إيبرو. يمكنك اليوم زيارة جزء من البلدة القديمة وقلعة المدينة التي تعود للقرون الوسطى ومنجم للفحم يزيد طوله عن كيلومتر واحد مع المواد والآلات التاريخية التي استخدمت لاستخراج الفحم لأكثر من 150 عامًا في منجم مكناسة حوض. يقع نزل "Camí de Sirga" أيضًا بجوار المتاحف، والذي يجمع إسم الطريق القديم الذي إستخدمته القوارب للصعود إلى نهر Ebro مع llaüts، وهي بعض القوارب التي يمكن أن تحمل 30 طنًا من الفحم.

### Jesús Moncada جيسوس مونكادا
كان خيسوس مونكادا إي إستروغا راويًا ومترجمًا ولد في مكناسة في عام 1941. عمله هو إعادة خلق، في مكان ما بين الواقعية والخيال، للماضي الأسطوري لمدينة مكناسة القديمة المغمورة الآن تحت مياه نهر إيبرو. يعتبر من أهم المؤلفين الكاتالونيين في عصره، وقد حصل على جوائز متنوعة لعمله،

## مساحات طبيعية

### بحر أراغون
تشتهر المدينة بين الصيادين في شمال أوروبا بسمك سلور الدانوب، والذي يوجد في خزان مكناسة الشاسع. إلى جانب الصيد التقليدي في قبرص، ينمو هنا صيد سمك القاروس الأسود الرياضي والتقني. أدخل سمك السلور في مكناسة في ربيع عام 1974، وقددمج أيضًا في الشبوط، وهي أكثر الأنواع وفرة وصيدًا، حيث تلتقط عينات يزيد طولها عن مائة كيلوغرام ويبلغ طولها أكثر من مترين.
بني في عام 1966 على نهر إيبرو، تبلغ مساحته 7540 هكتارًا من المياه السطحية، وهو أكبر خزان في أراغون. يصل حجمه إلى 1530 hm³، وهو مخصص لإنتاج الطاقة الكهربائية. يبلغ متوسط عرضه 600 متر ويمكن أن يتجاوز عمقه 60 مترًا. ارتفاع السد 79 مترا. أدى بناء خزان مكناسة إلى جانب خزان ريباروجا إلى تدمير مدينة مكناسة القديمة. أدى ارتفاع منسوب المياه إلى إغراق سكانها والأراضي الزراعية. قررت سلطات فرانكو هدم المدينة بأكملها، بما في ذلك الكنيسة. لقد فقد العديد من المكناسيون وظائفهم، خاصة في مناجم الفحم، حيث غمرت المياه المناجم. لم يستسلم سكان مكناسة وأعادوا بناء مكناسة جديدة أكثر حداثة وسياحية بالقرب من نهر سيجري.
من المحتمل أن يكون صيد الأسماك هو أكبر عامل جذب سياحي لزوار «بحر أراغون» في مكناسة. منذ البداية، كان من المفهوم أن خزان مكناسة كان مصدرًا قويًا لجذب السياح وسارعت مجتمعات الصيد لتنظيم أنشطتها. في عام 1965، أطلق نحو 20.000 زريعة باس ارجموث و 175.000 زريعة كارب ملكي. كانت بداية الثروة السمكية الحالية العظيمة. يعتقد أن الخزان يحتوي على أكثر من 50 مليون سمكة. تعمل العديد من أدلة الصيد في هذه المنطقة باستخدام القوارب نظرًا للامتداد الكبير للمياه المتكونة.

### مستجمعات المياه Ebro-Segre-Cinca
عند التقاء أنهار سغرة وسنكة وإبرة بالقرب من مكناسة، وجدنا Aiguabarreig، وهي منطقة ذات ثراء طبيعي كبير ومجموعة كبيرة ومتنوعة من النظم البيئية التي تتراوح من سهوب البحر الأبيض المتوسط إلى غابات النهر التي لا يمكن اختراقها. يمكننا العثور على مياه بعرض مئات الأمتار مع العديد من الجزر النهرية والغابات الواقعة على ضفاف النهر، وكتل كبيرة من القصب، والشواطئ المرصوفة بالحصى، والبرك والمعارض. إنها نقطة التقاء لنباتات السهوب الآتية من منطقة مونيغروس القاحلة ونباتات البحر الأبيض المتوسط التي تصعد بجانب وادي إيبرو. بفضل هذه الخصائص تتعايش أنواع من الأجواء المعاكسة. الطيور هي المجموعة الأكثر عددًا وتتراوح من المستعمرات المتحمسة إلى جميع أنواع الطيور الجارحة والبيئات الصحراوية. يمكن أيضًا العثور على الزواحف والبرمائيات والثدييات، وخاصة الخفافيش والغزلان والغزلان وثعالب الماء ووجود الماعز البري المتزايد.
إنشئى في محيط مكناسة ثلاثة مشاريع سكنية والعديد من النوادي الرياضية التي تنظم باستمرار الرياضات المائية والإبحار والتجديف وركوب الزوارق، مع بنية تحتية معززة بتزايد من الموانئ والأرصفة ومرافق الحراسة.
يوجد في مكناسية أيضًا العديد من المتاجر المتعلقة بصيد الأسماك والعديد من أماكن الإقامة السياحية، ونوادي رياضية مختلفة مثل Club Capri المخصصة للتجديف والتجديف في الخزان. بالإضافة إلى ذلك، أصبحت المدينة مرجعًا سياحيًا دوليًا، حيث استندت في جزء من اقتصادها إلى هذا القطاع منذ أن تدرب العديد من فرق التجديف والتجديف وتنفذ المراحل التحضيرية في مياهها الهادئة (أكسفورد، كامبريدج، الفريق الأولمبي الألماني ...). تمتلك مكناسة طبقة ثابتة من المياه في أنهارها مما يجعلها واحدة من أفضل دورات سباق القوارب في جميع أنحاء أوروبا.

## الديموغرافيا
بلغ عدد سكان بلدية مكناسة 2.478 نسمة عام 2011 (وفقاً للمعهد الوطني الإسباني للإحصاء).
| 2.582 | 2.532 | 2.430 | 2.485 | 2.480 | 2.492 | 2.478 |